# Alexander von Humboldt
|  | Et skib af samme navn behandles i Alexander von Humboldt (skib) |
 Der er for få eller ingen kildehenvisninger i denne artikel, hvilket er et problem. Du kan hjælpe ved at angive troværdige kilder til de påstande, som fremføres i artiklen.

Friedrich Wilhelm Heinrich Alexander Freiherr von Humboldt (født 14. september 1769 på Tegel Schloss uden for Berlin, død 6. maj 1859 i Oranienburger strasse i Berlin) var en tysk naturvidenskabsmand og opdagelsesrejsende, som i kraft af sin omhyggelige arbejdsmetode grundlagde geografien som empirisk videnskab, især den fysiske geografi og biogeografien (videnskaben om levende organismers geografiske udbredelse), samt geofysikken.
Han var bror til embedsmanden og sprogforskeren Wilhelm von Humboldt (1767-1835), grundlæggeren af Humboldt-Universitetet i Berlin.

## Forskningsrejser
- 1790: Europa-rejse med den tyske naturvidenskabsmand, etnolog, journalist og rejseforfatter Georg Forster (1754-94) gennem Belgien, Holland, England og Frankrig.
- 1799-1804: Amerikansk forskningsrejse med den franske botaniker Aimé Bonpland (1773 – 1858), gennem Venezuela, besejlede Orinoco, bifloden Casiquiare, og Rio Negro og besøgte Cuba. Derefter rejste han tilbage til fastlandet og krydsede dette ad Magdalenafloden og ved bestigning af Andesbjergene med ophold i Quito undervejs til Stillehavskysten. Hjemrejsen gik via Philadelphia og Bordeaux og sluttede i Paris, hvor Humboldt bosatte sig.

Rejsen, dens opdagelser og betydning er ganske detaljeret beskrevet i både den tyske og den engelske Wikipedia-artikel om Alexander von Humboldt. I februar 1800 drog Humboldt og Bonpland op ad Orinoco-floden på en rejse, der kom til at vare fire måneder, hovedsageligt gennem ubeboet land. Den 19. marts 1800 opdagede og fangede de eksemplarer af den elektriske ål (Electrophorus Electricus), og begge fik de alvorlige stød.
- 1829: Russisk forskningsrejse med den tyske læge, zoolog og botaniker Christian Gottfried Ehrenberg (1795-1876), og den ligeledes tyske kemiker og mineralog Gustav Rose (1798-1873). Den 15.000 km lange rejse, der førte Humboldt og hans rejsefæller helt til den kinesiske grænse, blev påbegyndt 20. maj i Skt. Petersborg og sluttede 28. november samme sted.

Humboldt bragte mange hidtil ukendte planter med tilbage til Europa fra sine opdagelsesrejser.

## Værker
- Voyage aux régions équinoxiales du nouveau continent 1799-1804 / med Aimé Bonplan. – Bind 1-30 bind. – Paris, 1811-1825.
- Internet: Bibliotheque Nationale de France
- Tyske oversættelser: 
  - Reise in die Aequinoctial-Gegenden des neuen Continents. (Übers. Hermann Hauff). Die einzige von Humboldt autorisierte Übersetzung; bei J.G. Cotta, Stuttgart 1859. Im Internet bei Google Books: Erster Band, Zweiter Band, Dritter Band, Vierter Band
  - Reise in die Äquinoktial-Gegenden des Neuen Kontinents. Hrsg. von Ottmar Ette. 2 Bände. Insel, Frankfurt am Main und Leipzig 1991, ISBN 3-458-16947-4
  - Fahrt auf dem Orinoko. Reisebericht in Auszügen, Hörbuch, gelesen von Frank Arnold. Audiobuch Verlag
  - Ansichten der Natur : mit wissenschaftlichen Erläuterungen. – 1808
  - Online-udgaver: Humboldt Digital Library and Network Arkiveret 26. maj 2010 hos  Wayback Machine, Projekt Gutenberg-DE (Projekt Gutenberg-DE)
  - Reprint: Ansichten der Natur. (= Die Andere Bibliothek; 17). Eichborn, Frankfurt am Main 2004, ISBN 3-8218-4741-7
  - Kosmos: Entwurf einer physischen Weltbeschreibung. – Stuttgart & Tübingen : I. G. Cotta, 1845-1862. – 5 bd. : illustreret.
  - Online-udgaver: Posner Memorial Collection Arkiveret 12. juni 2007 hos  Wayback Machine, Bibliotheque Nationale de France Arkiveret 17. oktober 2011 hos  Wayback Machine, Humboldt Digital Library and Network Arkiveret 27. marts 2010 hos  Wayback Machine
  - @ biolib.de: Band 1, Band 2, Band 3, Band 4, Band 5
  - Reprint: KOSMOS – Entwurf einer physischen Weltbeschreibung. Mit Berghaus-Atlas. Hrsg. von Ottmar Ette und Oliver Lubrich. (= Die Andere Bibliothek). Eichborn, Frankfurt am Main 2004, ISBN 3-8218-4549-X
- Engelsk udgave: Cosmos : a sketch of a physical description of the universe / translated from the German by E.C. Otté ; with an introduction by Michael Dettelbach . – Baltimore ; London : Johns Hopkins University Press, 1997. – 2 volumes : illustrated, 1 port.. – (Foundations of natural history).

### Danske oversættelser
- Kosmos : Udkast til en physisk Verdensbeskrivelse. – Kjøbenhavn : Eibe, 1847-1858. – Bind 1-4.
- Bind 1 / oversat af C.A. Schumacher. – 1847
- Bind 2 / oversat af C.A. Schumacher. – 1848
- Bind 3 / oversat af C.A. Schumacher. – 1853
- Bind 4 / oversat af C.L. Petersen. – 1858.

En sammenfatning af samtidens naturvidenskabelige viden.
- A. von Humboldts Reise i Amerika / oversat af Hans Sødring. – Kjøbenhavn : Eibe, 1856. – 561 sider.
- A. v. Humboldts Reiser i det europæiske og asiatiske Rusland / oversat af Hans Sødring. – Kjøbenhavn : Eibe, 1856. – 307 sider
- A.v. Humboldts Reiser i der Europæiske og asiatiske Rusland. A.V. Humboldts Reise i Amerika / paa Dansk ved Hans Sødring. – Kjøbenhavn : Eibe, 1856. – 307, 561 sider.

Kosmos gjorde sammen med Ansichten der Natur (1808), der ikke er oversat til dansk (Ansichten der Natur ~ Synsvinkler på Naturen) Humboldt populær langt uden for forskerkredse.

## Autornavn
Autornavnet Humb. kan bruges for Alexander von Humboldt sammen med et videnskabeligt artsnavn inden for botanikken. (Wikipedia-artikler der bruger autornavnet)